# Oberzeiring
Oberzeiring là một đô thị thuộc huyện Judenburg trong bang Steiermark, nước Áo. Đô thị Oberzeiring có diện tích 38,23 km², dân số cuối năm 2005 là 932 người.
Công viên gió Tauern gần Oberzeiring là công viên gió cao nhất thế giới ở độ cao 1900m và bắt đầu vận hành năm 2002. The Wind Park consists of 13 Vestas V66-1.75MW wind turbines, and provides guided tours.

## Hình ảnh

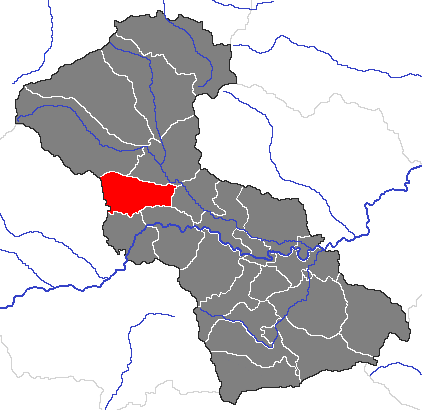
Bản đồ Oberzeiring trong huyện Judenburg trong bang Steiermark, Áo
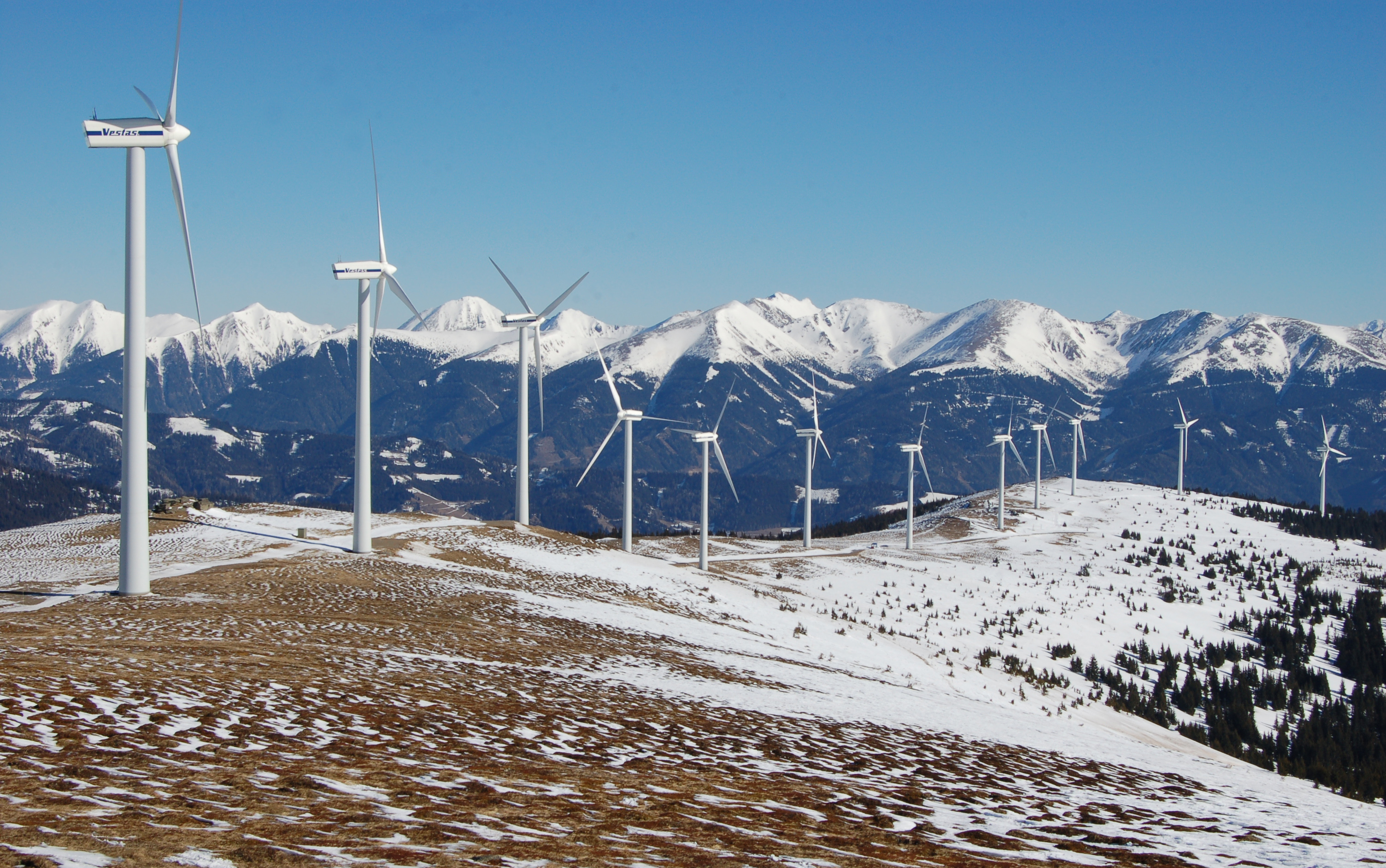
Vestas V66-1.75MW tua bin gió của Công viên gió Tauern gần Oberzeiring
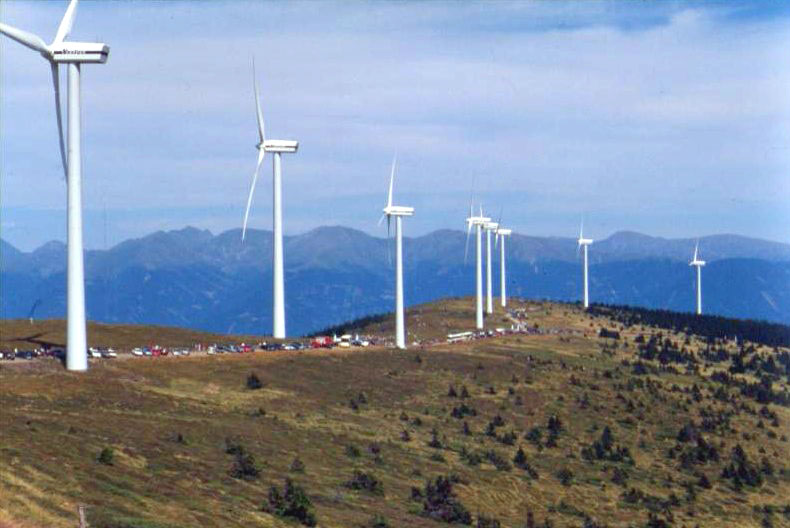
Công viên gió Tauern
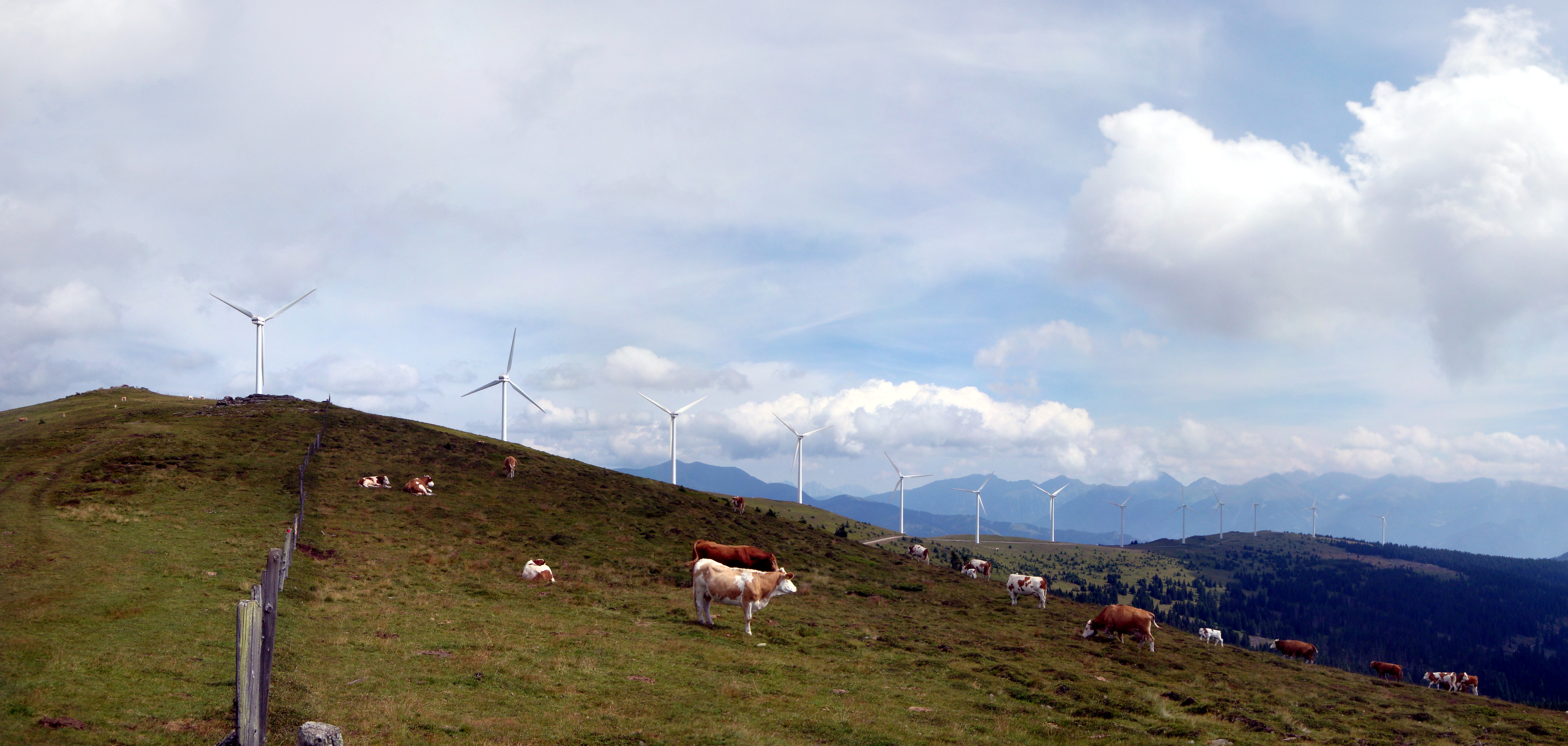
Công viên gió Tauern
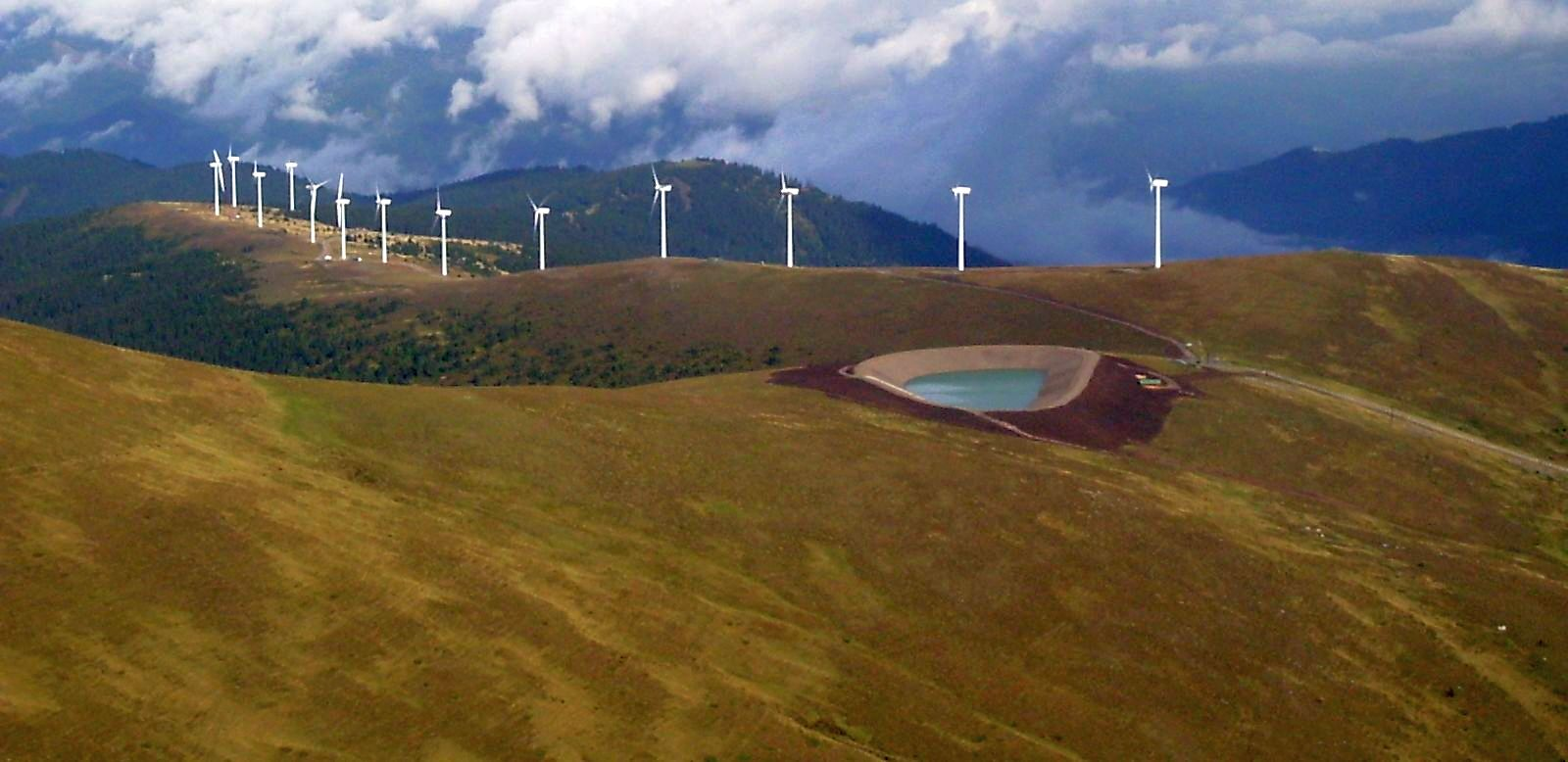
Hồ gần Công viên gió Tauern